# Canton de Cergy-2
Le canton de Cergy-2 est une circonscription électorale française du département du Val-d'Oise créée par le décret du 17 février 2014. Elle tient lieu de circonscription d'élection des conseillers départementaux et entre en vigueur lors des élections départementales de 2015.

## Histoire
Un nouveau découpage territorial du Val-d'Oise entre en vigueur à l'occasion des premières élections départementales suivant le décret du 17 février 2014. Les conseillers départementaux sont, à compter de ces élections, élus au scrutin majoritaire binominal mixte. Les électeurs de chaque canton élisent au Conseil départemental, nouvelle appellation du Conseil général, deux membres de sexe différent, qui se présentent en binôme de candidats. Les conseillers départementaux sont élus pour 6 ans au scrutin binominal majoritaire à deux tours, l'accès au second tour nécessitant 12,5 % des inscrits au 1er tour. En outre la totalité des conseillers départementaux est renouvelée. Ce nouveau mode de scrutin nécessite un redécoupage des cantons dont le nombre est divisé par deux avec arrondi à l'unité impaire supérieure si ce nombre n'est pas entier impair, assorti de conditions de seuils minimaux. Dans le Val-d'Oise, le nombre de cantons passe ainsi de 39 à 21.
Le nouveau canton de Cergy-2 est formé de communes des anciens cantons de L'Hautil (3 communes) et de Cergy-Sud (1 commune) et une fraction de commune. Il est entièrement inclus dans l'arrondissement de Pontoise. Le bureau centralisateur est situé à Cergy.

## Représentation
| Période élective | Période élective | Mandat | Mandat   | Identité            | Nuance | Nuance | Qualité                                                                                               |
| ---------------- | ---------------- | ------ | -------- | ------------------- | ------ | ------ | --- |
| 2015             | 2021             | 2015   | 2021     | Alexandre Pueyo     |        | DVD    | Chargé des relations publiques, ancien attaché parlementaire d'Axel Poniatowski                       |
| 2015             | 2021             | 2015   | 2021     | Monique Merizio     |        | LR     | Chargée du recrutement des étudiants internationaux Maire-adjointe d'Éragny (2014 → )                 |
| 2021             | 2028             | 2021   | en cours | Edwina Etoré-Manika |        | LR     | International marketing manager Maire-adjointe d'Éragny-sur-Oise                                      |
| 2021             | 2028             | 2021   | en cours | Alexandre Pueyo     |        | LR     | Conseiller immobilier, conseiller municipal de Cergy, ancien attaché parlementaire d'Axel Poniatowski |

### Résultats détaillés

#### Élections de mars 2015
À l'issue du 1er tour des élections départementales de 2015, deux binômes sont en ballottage : Monique Merizio et Alexandre Pueyo (UMP, 25,85 %) et Antoine Bonneval et Estelle Meunier (PS, 24,25 %). Le taux de participation est de 40,8 % (13 330 votants sur 32 673 inscrits) contre 40,49 % au niveau départemental et 50,17 % au niveau national.
Au second tour, Monique Merizio et Alexandre Pueyo (UMP) sont élus avec 55,11 % des suffrages exprimés et un taux de participation de 39,98 % (6 620 voix pour 13 062 votants et 32 673 inscrits).

#### Élections de juin 2021
Le premier tour des élections départementales de 2021 est marqué par un très faible taux de participation (33,26 % au niveau national). Dans le canton de Cergy-2, ce taux de participation est de 27,35 % (8 994 votants sur 32 887 inscrits) contre 26,57 % au niveau départemental. À l'issue de ce premier tour, deux binômes sont en ballottage : Edwina Etoré-Manika et Alexandre Pueyo, conseiller sortant (LR, 36,67 %) et Hervé Florczak et Monique Merizio, conseillère sortante (DVC, 21,03 %),.
Le second tour des élections est marqué une nouvelle fois par une abstention massive équivalente au premier tour. Les taux de participation sont de 34,36 % au niveau national, 28,57 % dans le département et 29,2 % dans le canton de Cergy-2. Edwina Etoré-Manika et Alexandre Pueyo (LR) sont élus avec 56,98 % des suffrages exprimés (5 009 voix pour 9 607 votants et 32 899 inscrits),,.

## Composition
Le nouveau canton de Cergy-2 comprend quatre communes entières et une fraction de la commune de Cergy.
| Nom                           | Code Insee | Intercommunalité     | Superficie (km2) | Population (dernière pop. légale)                | Densité (hab./km2) | Modifier                                    |
| ----------------------------- | ---------- | -------------------- | ---------------- | ------------------------------------------------ | ------------------ | ------------------------------------------- |
| Cergy (bureau centralisateur) | 95127      | CA de Cergy-Pontoise | 11,65            | Fraction : 19 551 (2022) Commune : 69 578 (2022) | 5 972              | modifier les données · modifier les données |
| Boisemont                     | 95074      | CA de Cergy-Pontoise | 2,77             | 883 (2022)                                       | 319                | modifier les données · modifier les données |
| Éragny                        | 95218      | CA de Cergy-Pontoise | 4,72             | 18 723 (2022)                                    | 3 967              | modifier les données · modifier les données |
| Jouy-le-Moutier               | 95323      | CA de Cergy-Pontoise | 6,89             | 17 411 (2022)                                    | 2 527              | modifier les données · modifier les données |
| Neuville-sur-Oise             | 95450      | CA de Cergy-Pontoise | 4,25             | 2 089 (2022)                                     | 492                | modifier les données · modifier les données |
| Canton de Cergy-2             | 9505       |                      |                  | 58 657 (2022)                                    |                    | modifier les données                        |

La partie de la commune de Cergy dans le canton est celle située au sud d'une ligne définie par l'axe des voies suivantes : depuis la limite territoriale de la commune de Vauréal, plate-forme de l'ancienne voie ferrée de Pontoise à Poissy, chemin de la Fourmi, avenue du Nord, allée des Acacias, allée de Bellevue, rue du Tertre, avenue du Nord, boulevard de la Viosne, jusqu'à la limite territoriale de la commune de Pontoise

## Démographie
En 2022, le canton comptait 58 657 habitants, en évolution de +8,49 % par rapport à 2016 (Val-d'Oise : +4 %, France hors Mayotte : +2,11 %).
| 2013   | 2018   | 2022   |
| ------ | ------ | ------ |
| 53 891 | 56 495 | 58 657 |